# Clematis kakoulimensis
Clematis kakoulimensis là một loài thực vật có hoa trong họ Mao lương. Loài này được Schnell mô tả khoa học đầu tiên năm 1950.